# Карагол
Карагол — посёлок в Таштагольском районе Кемеровской области. Входит в состав Каларского сельского поселения. Находится на территории шорского национального парка.
Население 104 чел. (2010) .

## История
17 декабря 2004 года в соответствии с законом Кемеровской области № 104-ОЗ посёлок вошёл в состав образованного Каларского сельского поселения.

## Название
В основе названия лежит шорское слово «карагол» — «родник»

## География
Расположен на юге области, в труднодоступной и отдаленной местности.

## Население
| 2010 |
| ---- |
| 104  |

## Инфраструктура
- Филиал библиотеки

## Транспорт
Просёлочные дороги.